# والتر فیوری

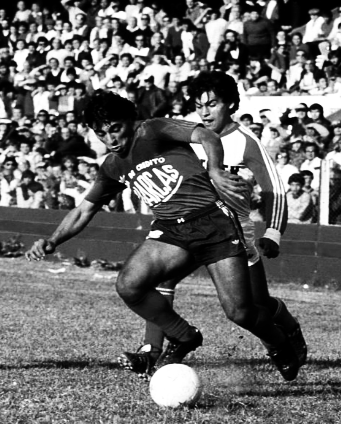
والتر فیوری (بازیکن دارای توپ) - ۱۹۸۳

والتر فیوری (انگلیسی: Walter Fiori؛ زادهٔ ۱۹ ژانویهٔ ۱۹۶۱) بازیکن سابق و مربی فوتبال اهل آرژانتین است.